# One Nite Alone... Live!
One Nite Alone... Live! es el primer álbum en vivo del músico estadounidense Prince, lanzado en diciembre de 2002.

## Lista de canciones

### Disco 1
1. "The Rainbow Children" – 11:46
2. "Muse 2 the Pharaoh" – 4:49
3. "Xenophobia" – 12:40
4. "Extraordinary" – 5:02
5. "Mellow" – 4:30
6. "1+1+1 Is 3" – 6:05
7. "Other Side of the Pillow" – 4:46
8. "Strange Relationship" – 4:13
9. "When You Were Mine" – 3:47
10. "Avalanche" – 6:04

### Disco 2
1. "Family Name" – 7:17
2. "Take Me with U" – 2:54
3. "Raspberry Beret" – 3:26
4. "Everlasting Now" – 7:41
5. "One Nite Alone..." – 1:12
6. "Adore" – 5:33
7. "I Wanna Be Your Lover" – 1:22
8. "Do Me, Baby" – 1:56
9. "Condition of the Heart" – 0:39
10. "Diamonds and Pearls" – 0:41
11. "The Beautiful Ones" – 2:10
12. "Nothing Compares 2 U" – 3:48
13. "1999" – 1:06
14. "Starfish and Coffee" – 1:07
15. "Sometimes It Snows in April" – 2:41
16. "How Come U Don't Call Me Anymore?" – 5:07
17. "Anna Stesia" – 13:12

### Disco 3
1. "Joy in Repetition" – 10:56
2. "We Do This" – 4:42
3. Medley" – 4:26
4. "2 Nigs United 4 West Compton" – 6:15
5. "Alphabet Street" – 2:55
6. "Peach" – 11:19
7. "Dorothy Parker" – 6:17
8. "Girls & Boys" – 6:59
9. "Everlasting Now" – 1:49